# Leptocypris
 Leptocypris és un gènere de peixos de la família dels ciprínids i de l'ordre dels cipriniformes.

## Taxonomia
- Leptocypris crossensis (Howes & Teugels, 1989)
- Leptocypris guineensis (Daget, 1962)
- Leptocypris konkoureensis (Howes & Teugels, 1989)
- Leptocypris lujae (Boulenger, 1909)
- Leptocypris modestus (Boulenger, 1900)
- Leptocypris niloticus (Joannis, 1835)
- Leptocypris taiaensis (Howes & Teugels, 1989)
- Leptocypris weeksii (Boulenger, 1899)[2]
- Leptocypris weynsii (Boulenger, 1899)[3][4][5][6]